# Thaddeus Vincenty
Thaddeus Vincenty (wł. Tadeusz Szpila; ur. 27 października 1920, zm. 6 marca 2002) – polsko-amerykański geodeta. Współpracował z Siłami Powietrznymi Stanów Zjednoczonych, a później z National Geodetic Survey, nad adaptacją trójwymiarowych technik dopasowania do NAD 83. Opracował wzory Vincenty'ego, geodezyjną technikę służącą do obliczania odległości pomiędzy dwoma punktami na powierzchni elipsoidy obrotowej.
Studia Vincenty'ego zostały przerwane przez II wojnę światową i ostatecznie trafił do obozu dla przesiedleńców w Niemczech. W 1947 roku przybył do Stanów Zjednoczonych dzięki pomocy bliskich i przyjął imię ojca jako nazwisko. W ciągu kilku miesięcy zaciągnął się do Sił Powietrznych, a programowaniem komputerowym i geodezją zajął się dopiero w 1957 roku. Po studiach korespondencyjnych opublikował swoją pierwszą pracę naukową w roku 1963. Po 30 latach służby w Siłach Powietrznych opuścił Cheyenne w stanie Wyoming i objął stanowisko w National Geodetic Survey.
Jego wkład w NAD 83 obejmuje wprowadzenie trójwymiarowych współrzędnych skupionych wokół Ziemi, co ujednolica lokalizacje na Ziemi z lokalizacjami w przestrzeni, co stanowi istotny postęp dla Globalnego Systemu Pozycjonowania .
Vincenty otrzymał Medal Departamentu Handlu za Zasługi w 1982 roku. Wraz z żoną Barbarą mieli córkę, dwóch synów i troje wnuków w chwili jego śmierci.